# Хајнрих Ото Виланд
Хајнрих Ото Виланд (Пфорцхајм, 4. јун 1877.—Штарнберг, 5. август 1957) је био немачки хемичар. Добио је Нобелову награду за хемију 1927. године за истраживање жучних киселина.
Докторирао је 1901. године на Универзитету у Минхену као студент Јоханеса Тилеа. Године 1914. постао је ванредни професор за специјална поглавља у органској хемији и директор органске секције у Државној лабораторији у Минхену. Од 1917. до 1918. године, Виланд је радио у Институту цара Вилхелма за физичку хемију и електрохемију у Берлину, што је била замена за службу у армији. Ту је сарађивао на пројекту синтезе бојног отрова иперита. Први је успео да синтетизује адамсит. У периоду 1913—1921, био је професор на Техничком универзитету у Минхену. Године 1941. Виланд ја изоловао токсин алфа-аманитин. Као уважени професор користио је свој положај да заштити неке јеврејске студенте.
У његову част се од 1964. године додељује награда за хемију, биохемију, физиологију и клиничку медицину липида, која носи његово име. То је једна од најпрестижнијих награда за хемију у свету. Спонзор награде је компанија Берингер Ингелхајм (Boehringer Ingelheim) са којом је Виланд сарађивао.